# Cuadernos para el Diálogo
Cuadernos para el Diálogo (en espagnol ; littéralement « Cahiers pour le dialogue ») est un influent magazine culturel mensuel publié entre 1963 et 1978 à Madrid, en Espagne,.

## Histoire et profil
Cuadernos fut créé en octobre 1963 par Joaquín Ruiz-Giménez, ancien ministre de l'éducation du franquisme,,.
Au cours de sa phase initiale, Cuadernos avait un posture politique démocrate-chrétienne. Cependant, il acquit avec le temps une position plus démocratique et moins chrétienne. Il a ensuite soutenu les tendances centre-gauche avant de devenir une publication socialiste.
Des journalistes espagnols favorables au pluralisme dans le pays contribuèrent à la revue. Selon l'historien Paul Preston, le magazine était, avec Triunfo, l'un des deux « champions des idéaux démocratiques ». Pendant la transition démocratique, c'était l'une des principales publications se focalisant sur la nécessité de réformes démocratiques .
Cuadernos s'est vendu à 30 000 exemplaires en 1968. Le magazine a cessé de paraître à la fin de 1978, au début de la transition.